# 慶昌君
慶昌君（경창군，1596年11月12日（宣祖二十九年九月二十三）—1644年2月23日（仁祖二十二年正月十六））是朝鮮王朝時代的王族，名李珘（이주）。

## 生平
他是朝鮮宣祖與貞嬪洪氏之子，宣祖四十年娶曹明勗（韓語：서종수）女為妻。
仁祖時期，李珘曾為仁祖元子（即昭顯世子）主持冠禮，後在仁祖九年（1631年）與仁興君李瑛及東昌尉權大恆（韓語：권대항）被李貴、金自點控告作弊而受箚刑。
次年（1632年），李珘被臨海君李珒的家奴哲伊（韓語：철이）及其妻子於玄（韓語：어현）誣陷擁戴過繼給臨海君的兒子陽寧君李儆為國王，揭發後朝廷知悉為於玄胡言亂語，哲伊並不知情，下令處斬於玄；哲伊則釋放。
仁祖二十二年（1644年），慶昌君逝世，朝廷暫停朝市一天，高宗八年（1871年）贈諡為孝獻（韓語：효헌）。

## 家族關係
- 父親：朝鮮宣祖李昖
- 母親：貞嬪南陽洪氏，洪汝謙女
- 正室：昌寧郡夫人曹氏（1594-1648），曹明勗女
  - 長子：昌原君李儁
  - 次子：陽寧君李儆，過繼給臨海君李珒作養子
  - 三子：平雲君李俅，過繼給信城君李珝作養子
  - 四子：昌城君李佖
  - 長女：適李後傑
  - 次女：適柳㝚
  - 三女：適沈若河
- 妾：不詳
  - 庶子：昌臨君李佾
  - 庶子：昌興君李脩
  - 庶女：適丘就衡
  - 庶女：適安㙫